# Ahmed Zaki (políticos)
Ahmed Zaki (16 de abril de 1931 - 15 de novembro de 1996) foi um político das Maldivas.
Ele serviu como porta-voz do People's Majlis de 1959 a 1972. Em 1972, foi nomeado primeiro-ministro da República das Maldivas. No entanto, em março de 1975, o recém-eleito primeiro-ministro Zaki foi preso num golpe sem derramamento de sangue e banido para um atol remoto. Os observadores sugeriram que Zaki estava a tornar-se muito popular e, portanto, representava uma ameaça à facção Nasir.
Durante a administração de Maumoon Abdul Gayoom, Zaki ocupou diferentes cargos de gabinete e também novamente o cargo de porta-voz do People's Majlis de 1990 a 1993.